# میخائیل استادنتسکی
میخائیل استادنتسکی (روسی: Михаил Владимирович Студенецкий؛ ۶ مارس ۱۹۳۴ – ۱ مارس ۲۰۲۱) ورزشکار بسکتبال اهل اتحاد جماهیر شوروی سوسیالیستی بود.
وی در مسابقات کشوری و بین‌المللی در مجموع برندهٔ ۲ مدال طلا، ۱ مدال نقره شده‌است.